# Mareux
Ариан Аштиани (более известный как Mareux; род. 22 февраля 1992 года) — американский музыкант иранского происхождения.

## Биография
Первым жанром песни, понравившимся Ариану, был евродэнс, о котором он узнал, просматривая польские каналы MTV,. Интерес к музыкальной деятельности и любовь к нынешним жанрам его пробудил дебютный альбом TR/ST 2012 года. Он взял сценический псевдоним Mareux, потому что это звучало как вымышленное французское имя.
Аштиани выпустил свой дебютный мини-альбом Mareux Decade в 2013 году. В 2015 году он окончил Калифорнийский университет в Санта-Барбаре со степенью бакалавра в области искусства. С 2015 по 2020 гг. занимался медициной. В 2020 году он выпустил мини-альбом Predestiny.
В 2021 году, благодаря вирусности его кавера на песню группы The Cure «The Perfect Girl», Mareux становится популярен. Чаще всего кавер использовался в фанатских видео на фильм «Американский психопат». Песня достигла 35-й строчки в чарте Billboards Hot Rock & Alternative Songs в декабре 2021 года и 14-й строчки в чарте UK Independent Singles Breakers в декабре 2022 года. В том же 2022 году был снят клип на эту песню. По состоянию на май 2023 года на Spotify её прослушали более 250 миллионов раз.
Его новообретённая популярность привела к тому, что Mareux пригласили выступить на Coachella в апреле 2023 года. 5 мая 2023 года он выпустил свой дебютный альбом Lovers From the Past на Warner Records.